# Tuberculina hyalospora
Tuberculina hyalospora är en svampart som beskrevs av Esfand. 1947. Tuberculina hyalospora ingår i släktet Tuberculina och familjen Helicobasidiaceae.   Inga underarter finns listade i Catalogue of Life.